# Рачинский, Антон Михайлович
Антон Михайлович Рачинский  (1769 — 19 ноября (1 декабря) 1825) — генерал-лейтенант, Санкт-Петербургский обер-полицмейстер; тайный советник.

## Биография
Был сыном подпоручика Михаила Константиновича Рачинского (1713—1810) и Евфросинии Васильевны (урожд. Баратынской; 1739—?); родился в 1769 году. Своим возвышением был обязан своей сестре, Анне Михайловне, вышедшей замуж за Александра Ивановича Нелидова, брата Е. И. Нелидовой, фаворитки Павла I. В начале 1790-х годов в чине поручика он значился в числе офицеров так называемых «гатчинских войск» цесаревича Павла. К 1794 году А. М. Рачинский уже майор — командир двух егерских рот. С 9 октября 1796 года — подполковник, командир лейб-егерского батальона; 31 декабря 1796 года стал полковником. С 1798 года — генерал-майор, шеф лейб-гвардии Егерского полка; с 1800 года — генерал-лейтенант.
С мая 1800 года — Санкт-Петербургский обер-полицмейстер и тайный советник. Однако вскоре попал в немилость и уже в октябре того же года был отправлен в отставку. 
Поселился в имении Татево Бельского уезда Смоленской губернии. В Отечественную войну 1812 года возглавил ополчение из крестьян, мобилизованных для несения караульной службы в Дорогобуже.
Умер 1 (13) декабря 1825 года.
Ещё в 1797 году был пожалован Павлом I пятьюстами душами; в 1800 году получил три тысячи десятин земли. Имел орден Св. Анны 1-й степени с алмазами.

## Семья
Был женат на Александре Николаевне Потёмкиной (1781—1814), дочери секунд-майора Николая Богдановича Потёмкина (1751—?) от брака с Анастасией Алексеевной Лыкошиной (1760—?). Свою будущую жену «в первый раз увидел в 1796 г. 6 января, женился в 1798 г. 14 ноября в 11-30 утра». В приданое было получено имение Татево, где Рачинский выстроил барскую усадьбу. В семье родились:
- Александр (27.9.1799 — 1866)
- Михаил (26.1.1801—?)
- Анастасия (7.3.1802—?), замужем за Калитиным
- Николай (20.3.1804—?), унаследовал село Пониколь (ныне Каменка), где усердием деда был «устроен Придел во имя Тихвинской Божией Матери»[3] и где были похоронены прадед Михаил Константинович и дед Антон Михайлович со своей женой Александрой Николаевной.
- Алексей (16.4.1807 — 1888), был женат на Анне Петровне Колечицкой (1818—1886), единственной дочери Петра Петровича и Анастасии Ивановны Колечицких[a].
- Екатерина (25.6.1808 — 1893)
- Анна (16.12.1809—?), замужем за Николаем Ивановичем Каховским
- Софья (10.1.1811 — 1860)
- Надежда (17.1.1812 — 19.7.1813)
- Ольга (11.7.1813 — 1886), замужем за А. Е. Стремоуховым.

Дети
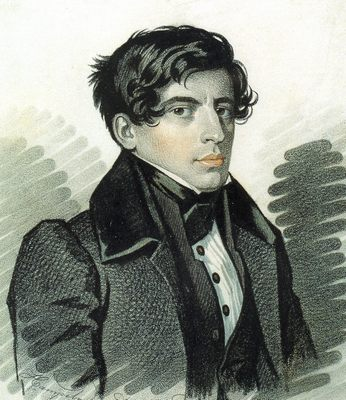
Александр
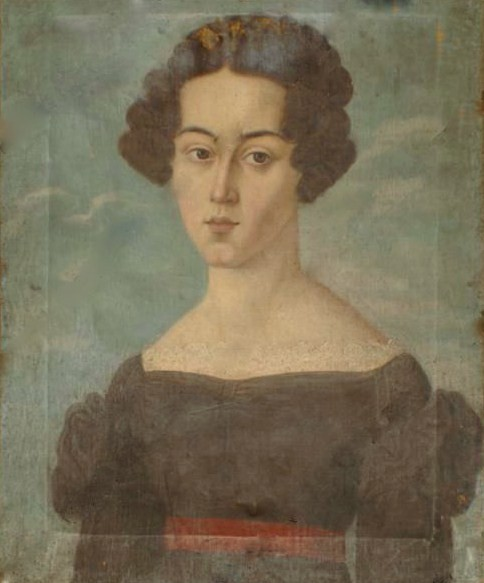
Екатерина
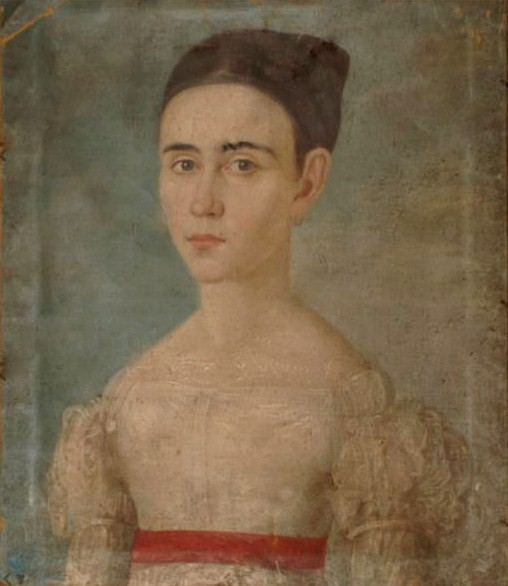
Анна
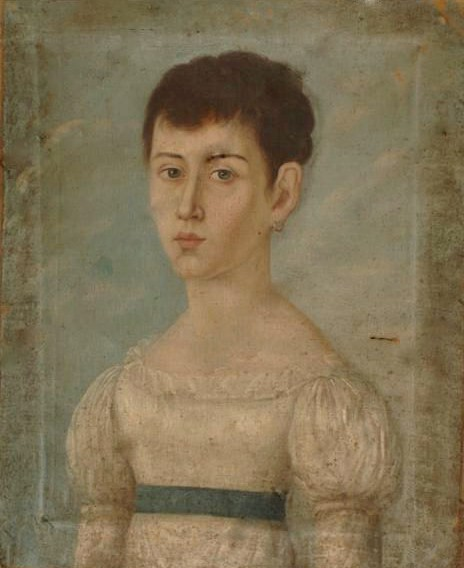
Ольга

## Комментарии
1. ↑  Алексей Антонович и Анна Петровна Рачинские имели трёх сыновей и двух дочерей. Из них старший — Николай Алексеевич (1847—1898) был председателем Смоленской губернской земской управы; в 1880-х годах владел селом Пониколь, которое затем перешло к его дочери — Софье Николаевне. Средний сын — Григорий Алексеевич (1856—1925) занимался литературной деятельностью; его жена Татьяна Анатольевна (урожд. Мамонтова; ум.1920) занималась общественной деятельностью в области женского профессионального образования. О младшем сыне, Владимире, известно[4], что он учился в 1-й московской военной гимназии. Младшая из дочерей, Анна Алексеевна (1855—1916), унаследовала Бобровку, где много труда вложила в школьное и больничное дело, а в годы первой мировой войны занималась лазаретами и устройством беженцев. Здесь, в Бобровке, сложился т.н. «бобровский архив Рачинских», включивший архивы Колечицких и Верховских (после смерти Анны Алексеевны Бобровка перешла к её племяннице, дочери Николая Алексеевича, Александре Николаевне, жене петербургского педагога-химика Вадима Никандровича Верховского.).